# Roop Singh
Roop Singh Bais (* 8. September 1910 in Jabalpur; † 16. Dezember 1977 in Gwalior) war ein indischer Hockeyspieler, der zwei olympische Goldmedaillen gewann.

## Leben
Der 1,70 m große Stürmer gehörte zur indischen Mannschaft, die bei den Olympischen Spielen 1932 in Los Angeles mit 11:1 gegen die japanische Mannschaft und mit 24:1 gegen das Team der Vereinigten Staaten gewann. Es nahmen 1932 nur diese drei Mannschaften am Olympiaturnier teil. Roop Singh erzielte drei Tore gegen die Japaner und zehn Tore gegen die Amerikaner.
Vier Jahre später nahm Singh auch an den Olympischen Spielen 1936 in Berlin teil. Die indische Mannschaft gewann ihre drei Vorrundenspiele deutlich. Nach einem 10:0-Sieg im Halbfinale gegen die französische Mannschaft bezwangen die Inder im Finale die deutsche Mannschaft mit 8:1. Nach seinen 13 Toren 1932 erzielte Roop Singh 1936 neun Treffer.
Roop Singh war der jüngere Bruder von Dhyan Chand, die beiden stammten aus einer wohlhabenden Landbesitzerfamilie. Er war Offizier in der Armee des Maharadscha Jiwaji Rao Scindia. 
Das nach Roop Singh benannte Hockeystadion Captain Roop Singh Stadion in Gwalior wurde 1988 in ein Cricketstadion umgewandelt. Im Vorfeld der Olympischen Spiele 2012 wurden drei Stationen des Londoner U-Bahn-Netzes nach indischen Hockeyspielern benannt: Dhyan Chand, Roop Singh und Leslie Claudius. Im Münchner Olympiagelände gibt es einen Roopsingh-Bais-Weg.